# Sečje selo
Sečje selo este o localitate din comuna Črnomelj, Slovenia, cu o populație de 124 de locuitori.